# Mönchengladbach Challenger 2001
Il Mönchengladbach Challenger 2001 è stato un torneo di tennis facente parte della categoria ATP Challenger Series nell'ambito dell'ATP Challenger Series 2001. Il torneo si è giocato a Mönchengladbach in Germania dal 20 al 26 agosto 2001 su campi in terra rossa.

## Vincitori

### Singolare
Jürgen Melzer ha battuto in finale  Jens Knippschild con il punteggio di 4–6, 6–1, 6–3

### Doppio
Jens Knippschild /  Jairo Velasco, Jr. hanno battuto in finale  Wim Neefs /  Djalmar Sistermans con il punteggio di 6–3, 6–3